# Суржин, Кирилл Николаевич
Кирилл Николаевич Суржин — советский авиаконструктор.

## Биография
Окончил МВТУ (1926).
С 1924 по 1970 год работал в ЦАГИ.
Начальник бюро прочности, с конца 1930-х годов заместитель начальника ЦАГИ по производству. В 1944—1946 годах одновременно начальник Лаборатории № 7.
В апреле-июле 1945 года — в Германии в составе комиссии по обеспечению сохранности трофейной техники и оборудования, инженер-полковник.
Кандидат технических наук (1938).

## Сочинения
- Раздача усилий по заклепкам в авиационном заклепочном шве [Текст] / К. Н. Суржин. — М. : Центр. аэро-гидродинамич. ин-т им. проф. Н. Е. Жуковского, 1935 (тип. ЦАГИ). — 42 с. — (Труды Центрального аэро-гидродинамического института имени профессора Н. Е. Жуковского/ НКТП СССР. Глав. упр. авиац. пром-сти; Вып. 197).

## Награды и премии
- Орден Ленина (11.7.1943)[1];
- Орден Отечественной войны I степени (16.9.1945)[2];
- медали;
- Сталинская премия третьей степени (1946) — за разработку новой аппаратуры для измерения усилий и деформаций в элементах авиационных конструкций;
- Сталинская премия первой степени (1952) — за работу в области техники.